# 石油臨時特別税
石油臨時特別税 (せきゆりんじとくべつぜい) は、1990年に勃発した湾岸戦争にかかわる平和回復活動の支援のため、湾岸地域における平和回復活動を支援するため平成二年度において緊急に講ずべき財政上の措置に必要な財源の確保に係る臨時措置に関する法律（平成3年3月13日法律2号）に基づいて臨時的・時限的に課された税金である。
課税物件は、原油及び石油製品並びにガス状炭化水素であり、1991年（平成3年）4月1日から1992年（平成4年）3月31日までの間に採取場から移出した課税物件について、その採取者が納税義務者となった。
課税標準は、石油税の課税標準と同様であった。